# Relations entre l'Algérie et l'Italie
Les relations entre l'Algérie et l'Italie se réfèrent aux relations bilatérales, diplomatiques et culturelles entre la République algérienne démocratique et populaire et la République italienne.

## Présentation
Ces deux pays ont un lien ancien, sachant que le nord de l’Algérie faisait autrefois partie de l’Empire romain à l'origine de l’Italie moderne. Certains sites historiques comme Djémila et Tipasa, deux sites de vestiges romains sont inscrits au patrimoine mondial de l’UNESCO. En raison de cet héritage historique, les relations entre l’Italie et l’Algérie sont considérées comme importantes pour la stabilité dans la région.

## Relations historiques
Après l’annexion de Carthage par l’Empire romain, qui avait également régné sur le nord de l’Algérie, l’administration romaine a développé un fort établissement culturel en Algérie, qui reste fortement en Algérie aujourd’hui.
Lors la conquête de l’Algérie par la France, les colons italo-Français sont arrivés dans le cadre de la domination coloniale en Algérie. La présence de ces immigrés italiens eut un impact culturel significatif sur la société algérienne[réf. nécessaire]. Nombre de ces Pieds-Noirs italiens ont été contraints de partir, alors de l’indépendance de l’Algérie en 1962[réf. nécessaire].

## Relations modernes
L'Italie a été un fervent partisan de la stabilité de l’Algérie après une décennie de conflit dans la guerre civile algérienne et a fourni des renseignements pour le gouvernement algérien luttant contre les islamistes.
Selon le Premier ministre italien Matteo Renzi, les relations entre l’Italie et l’Algérie sont « stratégiques ».
L'Italie et l’Algérie s’efforcent d’approfondir les liens entre les deux États, notamment les coopérations économique et énergétique,,. Les deux nations sont membres de l’Union pour la Méditerranée.
Les relations entre les deux pays se renforcent. Tirant parti des difficultés de la France en Afrique, l'Italie ambitionne de devenir le principal partenaire énergétique de l’Algérie.
En juillet 2025, la Première ministre italienne, Giorgia Meloni, a accueilli le président algérien Abdelmadjid Tebboune. À cette occasion, elle a salué une relation bilatérale d'un niveau « jamais atteint auparavant ». Cette dynamique s'est concrétisée par la signature de plusieurs accords dans les domaines des hydrocarbures, de la défense, de la lutte contre le terrorisme et de la lutte contre l'immigration illégale.

## Relations économiques
À partir de 2022, l'Italie dépasse la France en devenant le principal partenaire européen de l'Algérie, avec un volume d’échanges de 20 milliards d’euros, contre 7,19 milliards en 2021. L'Algérie fournit 40 % du gaz consommé en Italie. Par ailleurs, les investissements italiens, estimés à 10 milliards d’euros en 2021, se diversifient progressivement vers des secteurs tels que l’agroalimentaire, le biomédical et le numérique, surpassant ainsi le domaine des hydrocarbures.
En 2024, l'Italie est le premier client de l’Algérie, absorbant un quart de ses exportations, soit 9,95 milliards d’euros sur les 11 premiers mois de 2024. Elle se positionne également comme son troisième fournisseur avec 6,6 % de part de marché.
En 2025, selon l'agence de presse italienne Nova.news, plus de 200 entreprises italiennes sont présentes en Algérie, opérant dans divers secteurs.